# Kristall (drog)
Kristall är det vardagliga namnet på den centralstimulerande drogen 3-klormetkatinon (3-CMC, metaklefedron, klofedron) eller på gatan ”Krill”, "Kiki" eller "Kristina", och är ett samlingsnamn för diverse substanser, oftast syntetiska katinoner, så en köpare kan aldrig vara helt säker på att det är 3CMC tills brukaren testar drogen. Det är en  så kallad "research chemical/designerdrog" som tillhör gruppen katinoner. Drogen har starka amfetaminliknande effekter och används ofta som "partydrog" i berusningssyfte.
Drogen är en halogenerad släkting till 3-MMC (3-Metylmetkatinon) där klor är placerad istället för metyl, detta tros vara en produkt av att försöka kringgå många länders narkotikalagstiftning.
"Kristall" har en entaktogen verkan (d.v.s. ger en upplevelse av ökad tillit och intimitet till andra personer) och bidrar till frisättningen av serotonin, dopamin och noradrenalin. Effekterna är väldigt likartade 3-MMC, men 3-CMC rapporteras att vara mildare och mindre stimulerande.
Det finns forskning på möss som tyder på att 3-CMC kan vara ett nervgift, även för människor. 
Det finns flera rapporterade fall av psykoser och krampanfall i samband med bruk av alla substanser (Mefedron t.ex) och läkemedel (Bupropion t.ex) som tillhör gruppen katinoner. 

## Legala aspekter
"Kristall" är i Sverige klassificerad som narkotika.  Med det kemiska namnet 3-klormetkatinon (3-CMC) är denna klassificering gällande sedan 5 april 2019. Som en förhållandevis ny drog på marknaden var den fortfarande 2021 laglig i flera andra europeiska länder. .